# 张晓明 (1959年)
张晓明（1959年4月—），男，汉族，中国共产党党员，中国人民解放军少将军衔（2009年晋升）。
曾任中国人民解放军陆军第三十八集团军某防空旅旅长。2008年7月，任陆军第三十八集团军副军长。2014年3月，任江西省军区司令员。2015年7月，任中共江西省委常委、省军区司令员。2016年8月，任上海警备区司令员。2020年，到龄退役。